# Gonioscelis
Gonioscelis is een vliegengeslacht uit de familie van de roofvliegen (Asilidae).

## Soorten
- G. amnoni Londt, 2004
- G. batyleon Londt, 2004
- G. bykanistes Londt, 2004
- G. ceresae Oldroyd, 1974
- G. congoensis Oldroyd, 1970
- G. cuthbertsoni Londt, 2004
- G. chloris Londt, 2004
- G. engeli Londt, 2004
- G. exouros Londt, 2004
- G. feijeni Londt, 2004
- G. francoisi Oldroyd, 1970
- G. genitalis Ricardo, 1925
- G. hadrocantha Londt, 2004
- G. haemorhous Schiner, 1867
- G. hispidus (Wiedemann, 1819)
- G. iota Londt, 2004
- G. kedros Londt, 2004
- G. lacertosus Engel, 1925
- G. longulus Ricardo, 1925
- G. macquartii (Jaennicke, 1867)
- G. maculiventris Bigot, 1879
- G. mantis (Loew, 1852)

- G. melas Londt, 2004
- G. nigripennis Ricardo, 1925
- G. occipitalis Oldroyd, 1970
- G. phacopterus Schiner, 1867
- G. pickeri Londt, 2004
- G. pruinosus Ricardo, 1925
- G. punctipennis Engel, 1925
- G. ramphis Londt, 2004
- G. scapularis (Macquart, 1838)
- G. submaculatus Speiser, 1910
- G. tomentosus Oldroyd, 1970
- G. truncatus Oldroyd, 1974
- G. ventralis Schiner, 1867
- G. whittingtoni Londt, 2004
- G. xanthochaites Londt, 2004
- G. zulu Londt, 2004